# Adriers
Adriers to miejscowość i gmina we Francji, w regionie Nowa Akwitania, w departamencie Vienne.
Według danych na rok 1990 gminę zamieszkiwały 833 osoby, a gęstość zaludnienia wynosiła 12 osób/km² (wśród 1467 gmin regionu Poitou-Charentes Adriers plasuje się na 367. miejscu pod względem liczby ludności, natomiast pod względem powierzchni na miejscu 9.).